# Триполи (муниципалитет)
Три́поли (араб. طرابلس‎ Тарабулус) — административный район в Ливии. Административный центр — город Триполи. Население 1 065 405 человек по данным 2006 года.

## Географическое положение
На севере муниципалитет омывается водами Средиземного моря. Внутри страны граничит со следующими муниципалитетами: Эль-Маргаб (восток), Эль-Джебель-эль-Гарби (юг), Эль-Джифара (запад).

## Популярные места
- Триполи — столица Ливии.
- Кастельверде[англ.] — город на берегу Средиземного моря на автодороге Триполи — Бенгази.
- Бин-Гашир — Международный аэропорт Триполи.